# Championnats du monde de karaté 2010
Navigation
Édition précédente Édition suivante
Les championnats du monde de karaté 2010 ont eu lieu du 27 au 31 octobre 2010 à Belgrade, en Serbie. Il s'agit de la vingtième édition des championnats du monde de karaté senior et de la première organisée dans ce pays. Au terme de la compétition, la Serbie a remporté le plus de médailles d'or.

## Médaillés

### Hommes
| Épreuve           | Or | Argent | Bronze |
| ----------------- | --- | --- | --- |
| Kata              | Antonio José Díaz (VEN)                                                                                                 | Luca Valdesi (ITA)                                                                                               | Itaru Oki (JPN)                                                                                                  |
| Kata              | Antonio José Díaz (VEN)                                                                                                 | Luca Valdesi (ITA)                                                                                               | Akio Tamashiro (PER)                                                                                             |
| Kata par équipe   | Italie Luca Valdesi Vincenzo Figuccio Lucio Maurino                                                                     | Japon Itaru Oki Takumi Hasegawa Masashi Ogihara                                                                  | Pérou Akio Tamashiro Jimmy Moreno Hafid Zevallos                                                                 |
| Kata par équipe   | Italie Luca Valdesi Vincenzo Figuccio Lucio Maurino                                                                     | Japon Itaru Oki Takumi Hasegawa Masashi Ogihara                                                                  | Espagne Fernando San José Damián Quintero Francisco Salazar                                                      |
| Kumite −60 kg     | Douglas Brose (BRA) | Michele Giuliani (ITA)                                                                                           | Matías Gómez (ESP)                                                                                               |
| Kumite −60 kg     | Douglas Brose (BRA) | Michele Giuliani (ITA)                                                                                           | Kalvis Kalniņš (LAT)                                                                                             |
| Kumite −67 kg     | Dimitrios Triantafyllis (GRE)                                                                                           | Hamed Ziksari (IRN)                                                                                              | Ádám Kovács (HUN)                                                                                                |
| Kumite −67 kg     | Dimitrios Triantafyllis (GRE)                                                                                           | Hamed Ziksari (IRN)                                                                                              | Shinji Nagaki (JPN)                                                                                              |
| Kumite −75 kg     | Rafael Aghayev (AZE) | Luigi Busà (ITA)                                                                                                 | Nermin Potur (BIH)                                                                                               |
| Kumite −75 kg     | Rafael Aghayev (AZE) | Luigi Busà (ITA)                                                                                                 | Miloš Jovanović (SRB)                                                                                            |
| Kumite −84 kg     | Slobodan Bitević (SRB)                                                                                                  | Yavuz Karamollaoğlu (TUR)                                                                                        | Ludovic Cacheux (FRA)                                                                                            |
| Kumite −84 kg     | Slobodan Bitević (SRB)                                                                                                  | Yavuz Karamollaoğlu (TUR)                                                                                        | Islamutdin Eldaruchev (RUS)                                                                                      |
| Kumite +84 kg     | Dejan Umičević (SRB) | Mohanad Magdy (EGY)                                                                                              | Shahin Atamov (AZE)                                                                                              |
| Kumite +84 kg     | Dejan Umičević (SRB) | Mohanad Magdy (EGY)                                                                                              | Žarko Arsovski (MKD)                                                                                             |
| Kumite par équipe | Serbie Miloš Jovanović Miloš Živković Dejan Umičević Dimitrije Jerković Slobodan Bitević Miloš Vuković Nikola Jovanović | Azerbaïdjan Rashad Huseynov Rafael Aghayev Amal Atayev Shahin Atamov Israfil Shirinov Sanan Aliyev Niyazi Aliyev | Bosnie-Herzégovine Admir Zukan Tarik Lušija Oliver Mandarić Alem Kupusović Mate Odak Nermin Potur Adnan Adilović |
| Kumite par équipe | Serbie Miloš Jovanović Miloš Živković Dejan Umičević Dimitrije Jerković Slobodan Bitević Miloš Vuković Nikola Jovanović | Azerbaïdjan Rashad Huseynov Rafael Aghayev Amal Atayev Shahin Atamov Israfil Shirinov Sanan Aliyev Niyazi Aliyev | Égypte Mohamed Abdelrahman Sayed Salem Mohanad Magdy Hany Shakr Ossama Abdelaziz Tamer Abdelraouf Mohamed Gamal  |

### Femmes
| Épreuve            | Or                                                                | Argent                                                              | Bronze                                                              |
| ------------------ | ----------------------------------------------------------------- | ------------------------------------------------------------------- | ------------------------------------------------------------------- |
| Kata               | Yohana Sánchez (VEN)                                              | Nguyễn Hoàng Ngân (VIE)                                             | Mirna Šenjug (CRO)                                                  |
| Kata               | Yohana Sánchez (VEN)                                              | Nguyễn Hoàng Ngân (VIE)                                             | Rika Usami (JPN)                                                    |
| Kata par équipe    | Japon Kazuyo Inoue Yoko Kimura Fumi Sakai                         | Viêt Nam Nguyễn Hoàng Ngân Nguyễn Thanh Hằng Đỗ Thị Thu Hà          | Italie Sara Battaglia Viviana Bottaro Michela Pezzetti              |
| Kata par équipe    | Japon Kazuyo Inoue Yoko Kimura Fumi Sakai                         | Viêt Nam Nguyễn Hoàng Ngân Nguyễn Thanh Hằng Đỗ Thị Thu Hà          | Espagne Fátima de Acuña Ruth Jiménez Yaiza Martín                   |
| Kumite −50 kg      | Li Hong (CHN)                                                     | Betty Aquilina (FRA)                                                | Cheili González (GUA)                                               |
| Kumite −50 kg      | Li Hong (CHN)                                                     | Betty Aquilina (FRA)                                                | Tyler Wolfe (USA)                                                   |
| Kumite −55 kg      | Miki Kobayashi (JPN)                                              | Sara Cardin (ITA)                                                   | Jelena Kovačević (CRO)                                              |
| Kumite −55 kg      | Miki Kobayashi (JPN)                                              | Sara Cardin (ITA)                                                   | Shannon Nishi (USA)                                                 |
| Kumite −61 kg      | Kristina Mah (AUS)                                                | Lolita Dona (FRA)                                                   | Natalie Williams (ENG)                                              |
| Kumite −61 kg      | Kristina Mah (AUS)                                                | Lolita Dona (FRA)                                                   | Diana Schwab (SUI)                                                  |
| Kumite −68 kg      | Yadira Lira (MEX)                                                 | Asumi Ishizuka (JPN)                                                | Irene Colomar (ESP)                                                 |
| Kumite −68 kg      | Yadira Lira (MEX)                                                 | Asumi Ishizuka (JPN)                                                | Hafsa Şeyda Burucu (TUR)                                            |
| Kumite +68 kg      | Greta Vitelli (ITA)                                               | Nadège Aït-Ibrahim (FRA)                                            | Merima Softić (BIH)                                                 |
| Kumite +68 kg      | Greta Vitelli (ITA)                                               | Nadège Aït-Ibrahim (FRA)                                            | Tang Lingling (CHN)                                                 |
| Kumite par équipes | France Tiffany Fanjat Lolita Dona Alexandra Recchia Ruth Soufflet | Espagne Cristina Feo Cristina Vizcaíno Irene Colomar Carmen Vicente | Croatie Maša Martinović Azra Saleš Ana-Marija Čelan Ivona Tubić     |
| Kumite par équipes | France Tiffany Fanjat Lolita Dona Alexandra Recchia Ruth Soufflet | Espagne Cristina Feo Cristina Vizcaíno Irene Colomar Carmen Vicente | États-Unis Elisa Au-Fonseca Shannon Nishi Ashley Hill Cheryl Murphy |

## Tableau des médailles
| Rang | Nation             | Or | Argent | Bronze | Total |
| ---- | ------------------ | -- | ------ | ------ | ----- |
| 1    | Serbie             | 3  | 0      | 1      | 4     |
| 2    | Italie             | 2  | 4      | 1      | 7     |
| 3    | Japon              | 2  | 2      | 3      | 7     |
| 4    | Venezuela          | 2  | 0      | 0      | 2     |
| 5    | France             | 1  | 3      | 1      | 5     |
| 6    | Azerbaïdjan        | 1  | 1      | 1      | 3     |
| 7    | Chine              | 1  | 0      | 1      | 2     |
| 8    | Australie          | 1  | 0      | 0      | 1     |
| 8    | Brésil             | 1  | 0      | 0      | 1     |
| 8    | Grèce              | 1  | 0      | 0      | 1     |
| 8    | Mexique            | 1  | 0      | 0      | 1     |
| 12   | Viêt Nam           | 0  | 2      | 0      | 2     |
| 13   | Espagne            | 0  | 1      | 4      | 5     |
| 14   | Égypte             | 0  | 1      | 1      | 2     |
| 14   | Turquie            | 0  | 1      | 1      | 2     |
| 16   | Iran               | 0  | 1      | 0      | 1     |
| 17   | Bosnie-Herzégovine | 0  | 0      | 3      | 3     |
| 17   | Croatie            | 0  | 0      | 3      | 3     |
| 17   | États-Unis         | 0  | 0      | 3      | 3     |
| 20   | Pérou              | 0  | 0      | 2      | 2     |
| 21   | Angleterre         | 0  | 0      | 1      | 1     |
| 21   | Guatemala          | 0  | 0      | 1      | 1     |
| 21   | Hongrie            | 0  | 0      | 1      | 1     |
| 21   | Lettonie           | 0  | 0      | 1      | 1     |
| 21   | Macédoine          | 0  | 0      | 1      | 1     |
| 21   | Russie             | 0  | 0      | 1      | 1     |
| 21   | Suisse             | 0  | 0      | 1      | 1     |